# 新藤弘章
新藤 弘章（しんどう ひろあき、1990年1月18日 - ）は、日本の実業家。株式会社 REVOLUTION（東証スタンダード）元代表取締役社長。

## 略歴
- 1990年（平成2年）1月18日生まれ。作新学院高等学校卒業[3]。
- 2014年 （平成26年）
  - 4月、東京大学工学系研究科修了後経済産業省入省[4][5]。
- 2021年 （令和3年）
  - 5月、ハーバード大学大学院修士号取得。
  - 7月、マッキンゼー・アンド・カンパニー入社。多数の企業戦略策定に携わる。
- 2023年 （令和5年）
  - 9月、株式会社REVOLUTION入社、経営企画部執行役員(現任)。
  - 12月、株式会社 REVOLUTION代表取締役社長就任(現任)。
- 2024年（令和6年）
  - 2月26日、2024年10月期第2四半期累計期間及び通期の業績予想の修正が発表される[6]。
  - 10月11日、「ヤマワケ」を運営する WeCapital 株式会社を連結子会社化[7]。
  - 10月23日、株主優待制度の導入を決定。毎年4月30日時点、10月31日時点の株主名簿に記載または記録された株主2,000以上所有する株主に対し、QUOカードPay120,000円を進呈すると発表。株主優待利回りは14％超と異例な高水準であった[8][9][10]。
- 2025年
  - 3月11日、株式会社 REVOLUTION 社長を退任[11]。

出典

## 人物
株式会社REVOLUTIONに2023年9月に入社。経営企画部執行役員の着任。同年12月に代表取締役社長に就任する。
2024年10月24日に、REVOLUTIONは、高利回りとなる株主優待を発表した。
この株主優待制度の創設は、新藤氏の主導によるものであった
。
2024年12月20日は、前期経常が下振れ着地し、赤字転落すると発表。その後、実施できずに株主優待の廃止を発表、同時に社長を退任。これを起因とし株価は下落、強制行使条件に抵触しても行使してコミットメントを示すと発言していた自身のストックオプションについては強制行使確定の前日に放棄したことが物議を醸した。株主優待発表後、株価は優待公表前の400円前後から急騰し、一時690円台をつけた。だが、業績悪化の見通しや監査法人の交代などを受けて株価が急落。12月下旬に優待の対象者を拡大して株購入を促したが、今年3月11日に優待制度の廃止と新藤弘章社長の退任を公表した。株価はその後、60円前後で低迷した。
なお、株主優待の廃止を巡っては、新藤が社長を退任した後の14日、REVOLUTIONは、株主優待の導入プロセスの適法性などを検証する第三者委員会を設けると発表した。
高利回りの株主優待を発表しながら一度も実施しなかったことについて、新藤はその背景として、「大株主の意向に逆らえず」とした点が報道された。2025年7月、株主優待を巡る事実の調査を担っていた第三者委員会からの報告書が提出された。同報告書では、本株主優待の特例措置の導入について、新藤氏による財源の確保に係る検討が不十分であることが指摘された。同社取締役会における審議・ 検討プロセスが十分に経られないままに、重要な経営判断が行われていた背景として、新藤氏が慎重な審議・検討プロセスを軽視した旨の言及がなされた。新藤氏については、代表取締役としての業務執行の不適切性と意識の不足が同報告書のガバナンスに関する項目において指摘されている。
株式会社REVOLUTIONは、第三者調査報告書に基づき、「第三者委員会調査報告書受領に伴う対応および再発防止策のお知らせ」を公した。その内容によると、新藤氏は2024年10月の優待制度創設時、顧問弁護士から会社法違反の懸念を指摘されながら取締役に共有せず決議を主導していたことも確認されたとされている。
同社は報告書を踏まえ、新藤氏の短期株価重視による拙速な経営判断が株価下落や風評被害を招いたとし、2025年7月31日の取締役会で同氏の民事責任追及の法的手続きに進む方針を決定した。